# Vechelde
Vechelde är en Gemeinde i Landkreis Peine i det tyska förbundslandet Niedersachsen. Vechelde har cirka 18 000 invånare.

## Administrativ indelning
Vechelde har sjutton Ortsteile.
| - Alvesse - Bettmar - Bodenstedt - Denstorf - Fürstenau - Groß Gleidingen | - Klein Gleidingen - Köchingen - Liedingen - Sierße - Sonnenberg - Vallstedt | - Vechelade - Vechelde - Wahle - Wedtlenstedt - Wierthe |